# Luis Leandro Mariani
Luis Leandro Mariani González (Sevilla, 31 de marzo de 1864-Sevilla, 10 de abril de 1925) fue un organista y compositor español. Su hijo, Emigdio Mariani Piazza, fue también músico.

## Obra
Sus primeras obras fueron de carácter religioso, más tarde compuso obras escénicas y música de cámara. En 1918 la Orquesta Sinfónica de Madrid interpretó su obra Tres Suites Españolas que obtuvo el Premio Nacional de Música en 1907. En 1921 la Orquesta Filarmónica de Madrid estrenó su poema sinfónico Año nuevo. Fue asimismo autor de diversas piezas para piano, órgano y canciones. En el campo de la música escénica compuso varias zarzuelas, entre ellasː Al pie de la reja, Claveles dobles, El talismán de mi suerte, Agustina de Aragón, El año veinte y La tribu gitana.